# Isthmiade rubra
Isthmiade rubra är en skalbaggsart som beskrevs av Bates 1873. Isthmiade rubra ingår i släktet Isthmiade och familjen långhorningar. Inga underarter finns listade i Catalogue of Life.